# August Borms
August Borms (Sint-Niklaas, 14 april 1878 – Etterbeek, 12 april 1946) was een Vlaams tweevoudig collaborateur en zelfverklaard flamingant. Hij heulde zowel in de Eerste als in de Tweede Wereldoorlog met de vijand. Tijdens de Tweede Wereldoorlog overtuigde Borms tal van jonge Vlamingen om zich bij de Waffen-SS aan te sluiten en voor de Nazi's tegen de Russen op te trekken aan het Oostfront, waar minstens 2000 van hen sneuvelden of verdwenen. Na de Tweede Wereldoorlog werd Borms door een rechtbank tot de doodstraf veroordeeld. In 1946 werd hij in Etterbeek gefusilleerd.

## Levensloop
Borms was een telg uit de burgerij van Sint-Niklaas. Hij volbracht zijn middelbare studies aan het Klein Seminarie van deze stad. Hij was er lid van de Vlaamsgezinde bond De Blauwvoeterie. Hij promoveerde in 1901 bij Lodewijk Scharpé tot licentiaat Germaanse talen aan de Katholieke Universiteit Leuven.
In 1902 werd hij leraar in het secundair onderwijs in Nijvel. In 1903 trouwde hij met Cesarine (Rientje) Smet uit Waasmunster. Hetzelfde jaar trok hij voor een paar jaar naar Peru als lid van een Belgische commissie die belast was met de verbetering van het onderwijs in dit land. Hij werd er getroffen door de minachting die de indianentalen te beurt viel. Terug in Vlaanderen in 1906 ging hij in Lokeren wonen en was opeenvolgend atheneumleraar in Gent, Mechelen en Antwerpen. Hij zette zich in voor de vernederlandsing van de Gentse universiteit en raakte betrokken bij de Vlaamse Beweging in Frans-Vlaanderen, waar hij in 1912 propagandatochten organiseerde. Hij werd lid van het Algemeen Nederlandsch Verbond en vanaf 1910 werkte hij mee aan de Vlaamsche Wetenschappelijke Congressen. 
In 1912 stichtte hij de kring Pro Westlandia, die zich inzette voor de vernederlandsing van de Gentse universiteit. Zowel de legerwet (1913) als de schoolwet (1914) boden hem de gelegenheid om Vlaamsgezinde agitatie te doen. Hij was immers met zijn krachtige stem een veelgevraagd spreker.

## Activisme
Bij het uitbreken van de Eerste Wereldoorlog was Borms aanvankelijk Belgicist en anti-Duits. Onder invloed van Max Robert Gerstenhauer groeide zijn sympathie voor de bezetter.
Hij speelde een belangrijke rol bij de oprichting in februari 1917 van de Raad van Vlaanderen, waarvan hij zelf onmiddellijk lid werd. Deze raad, die de ambitie koesterde een soort Vlaams parlement te zijn, onderhandelde met de bezetter over het statuut van Vlaanderen, maar viel na minder dan een jaar uiteen. 
Een tweede Raad van Vlaanderen kwam tot stand in maart 1918. Ook hiervan was Borms lid. Deze Raad betekende in de praktijk weinig en verdween nog voor de Wapenstilstand van 11 november.

## Veroordeling
Na de oorlog startte de Belgische overheid een onderzoek naar de activiteiten van de activisten. Ook Borms stond op de verdachtenlijst en werd op 8 februari 1919 gearresteerd. Het Openbaar Ministerie beschuldigde Borms ervan een  "aanslag gepleegd te hebben welke tot doel had de regeringsvorm of de orde der troonopvolging omver te werpen of te veranderen, ofwel de burgers of inwoners in de wapenen te brengen tegen het koninklijk gezag, de wetgevende kamers of een dezer." Op 6 september 1919 veroordeelde het Brusselse hof van assisen Borms tot de doodstraf, die door de procureur-generaal werd omgezet in levenslange dwangarbeid. Zijn gevangenschap bezorgde hem een heldenstatus bij de Vlaamse beweging.
Tijdens zijn gevangenschap schreef hij in het gevangeniskrantje in wekelijkse afleveringen over zijn reis naar Peru. Hij deed dat onder de schuilnaam G. Kaproen. De eerste aflevering verscheen op 18 juli 1920, de laatste op 4 november 1928. De stukjes werden in 1931 in boekvorm uitgegeven onder de titel "Vier Jaar in het land der Inca's" bij Uitgeverij Regenboog, Borgerhout-Antwerpen. Hij schrijft tot slot: "Einde van het eerste deel". Als voetnoot vermeldt hij dan: "De Antwerpsche kiezers hebben er den 9den december voor gezorgd, dat het bij dit "Eerste Deel" is gebleven. Wie weet, geeft België me niet nog de gelegenheid de tweede helft ook in zijn kerkers te voltooien?"

## "Bormsverkiezing"
Door het overlijden van het liberale Kamerlid Richard Kreglinger moest in het arrondissement Antwerpen een tussentijdse verkiezing voor één zetel gehouden worden. De liberalen schoven de Nederlandsonkundige Paul Baelde naar voor. De katholieken en de socialisten droegen geen kandidaat voor uit solidariteit met de overleden liberaal en riepen op om blanco te stemmen. Er werden ook twee communistische lijsten ingediend, een trotskistische en een stalinistische. Jef Van Extergem, een in juni vrijgelaten activist, stond op de stalinistische lijst als amnestiekandidaat. Op het laatste moment schoof de Frontpartij de in gevangenschap verkerende Borms naar voor. Zij maakten gebruik van een anomalie in de uitvoeringsbepalingen van de kieswet, waardoor iemand die uit zijn politieke rechten ontzet was, toch kandidaat kon worden gesteld. Daarop raadde Van Extergem zijn aanhangers aan om op Borms te stemmen. Algemeen werd verwacht dat Baelde de verkiezingen zou winnen.
De stembusgang op 9 december 1928 leverde verrassende resultaten op. Van de 191.218 kiesgerechtigden stemden er 58.052 blanco of ongeldig, de twee communisten haalden respectievelijk 3.083 (voor Van Extergem) en 2.615 stemmen, Baelde 44.410 en Borms won overtuigend met 83.058 stemmen. De uit zijn politieke rechten ontzette Borms kon niet zetelen in de Kamer. Op 17 januari 1929 werd hij vrijgelaten en zette hij zich meteen in voor de verkiezingen van Kamer en Senaat die op 26 mei 1929 plaatsvonden. De gevolgen bleven niet uit: in 1929 steeg het aantal Kamerzetels van de Vlaams-nationalisten van zes naar elf, op een totaal van 187.

### Nieuwe collaboratie

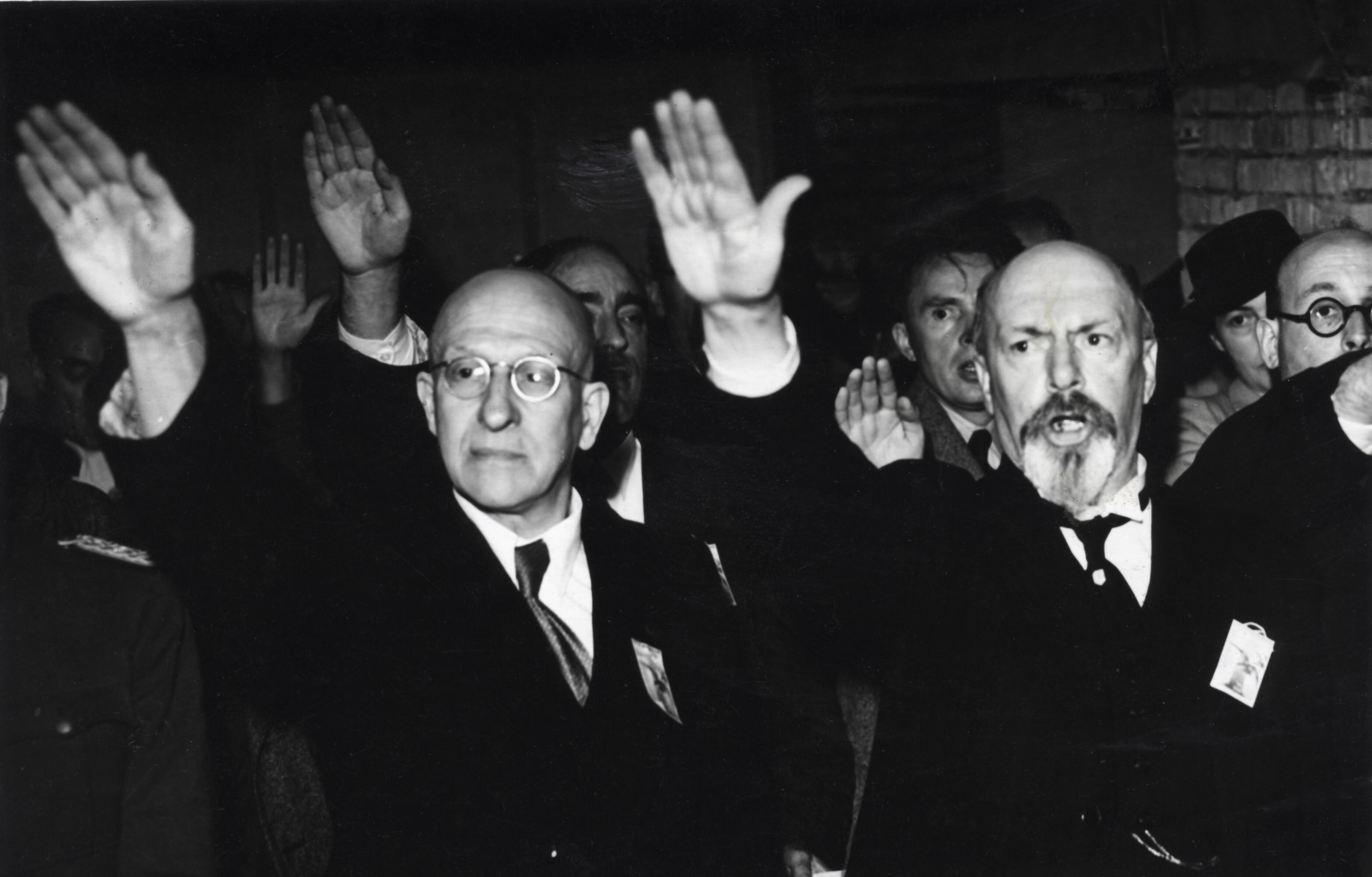
Frans Daels en Borms (rechts) brengen de Hitlergroet tijdens gezamenlijke uitvoering van De Vlaamse Leeuw (22e IJzerbedevaart, 24 augustus 1941)

Bij de Duitse inval in België in mei 1940 werd Borms werd met andere nazigezinden op transport richting Frankrijk gezet. Hij verbleef korte tijd in het interneringskamp van Saint-Cyprien, maar werd snel weer vrijgelaten en was op 10 juli terug in Antwerpen. 
Hij begaf zich opnieuw in de collaboratie met het Duitse Rijk, zij het minder op de voorgrond, omdat hij de rivaliteit tussen het Vlaams Nationaal Verbond (VNV) en de DeVlag veroordeelde. Wel bleef hij een trouw bezoeker van vele collaboratiebijeenkomsten. Hij sprak onder meer op de gelijkgeschakelde IJzerbedevaart, voor de DeVlag en voor het Vlaams Legioen. Ook steunde hij met zijn aanwezigheid SS'ers die naar het Oostfront vertrokken. Begin 1943 maakte hij met zijn dochter Anita een reis door Centraal-Europa, waarbij ze onder meer werden rondgeleid tussen de dwangarbeiders te Staaken (Berlijn) en in het concentratiekamp Auschwitz (IG Farben-complex). Onduidelijk is of ze ook het vernietigingskamp Birkenau enkele kilometer verderop aandeden, waarvan het bestaan in elk geval moeilijk te missen was, mede door de stank. Na hun terugkeer schreef Anita in Vrouw en Volk dat ze gul waren ontvangen in Auschwitz.
Zijn voornaamste collaboratieoptreden oefende hij uit als voorzitter van de door de bezetter opgerichte Commissie tot uitvoering van de herstelverordening van 6 september 1940, die gewoonlijk de Bormscommissie werd genoemd. Deze commissie behandelde de 1692 aanvragen tot schadevergoeding die werden ingediend door veroordeelde activisten uit de Eerste Wereldoorlog. Er werd een bedrag van circa 200 miljoen frank aan schadevergoedingen toegekend en uitbetaald. Borms zelf ontving 1.050.000 frank als schadevergoeding en een jaarlijks pensioen van 281.000 frank.
In de late zomer van 1944 week hij naar Duitsland uit, waar hij door een verkeersongeval invalide werd. In september 1944 benoemde Jef Van de Wiele hem tot adviseur van de Vlaamsche Landsleiding, een door de nazi's gecontroleerde Vlaamse marionettenregering in ballingschap in Duitsland.

### Nieuwe veroordeling
Ten gevolge van zijn ongeval volgde een opname in een Berlijns ziekenhuis. Enkele weken na de Val van Berlijn gaf een verpleegster, barones Alette de Wykerslooth de Rooyestein, hem aan bij de Belgische overheid. Terug in België volgde een aanhouding en in oktober 1945 de berechting. Hij werd opnieuw veroordeeld tot de doodstraf. Dit vonnis werd in januari 1946 in hoger beroep bekrachtigd. Twee dagen voor zijn 68e verjaardag kwam hij voor het executiepeloton in de rijkswachtkazerne te Etterbeek.
Naar aanleiding van de discussie in Vlaanderen rond zijn dood schreef Willem Elsschot in 1947 het ‘Bormsgedicht’ ( ‘Borms’).

## Graf
Borms dood voor het executiepeloton zorgde er mee voor dat bepaalde Vlaams-nationalisten hem vereerden als een martelaar voor de Vlaamse zaak. Jaarlijks vindt er rond zijn sterfdag in Merksem bij Antwerpen, waar hij op het oude kerkhof begraven werd, nog steeds een herdenking plaats.
In 2022 en 2023 werd het graf van Borms meermaals vernield. Hierop pleitte politicus Filip Dewinter voor camerabewaking.

## Publicaties
- Dr. August Borms voor het gerecht, 1920.
- Bijdrage tot de geschiedenis van het Antwerpsch activisme. Een bundel opstellen, in: Voor - 1830 - Na, 1930.
- Tegen leugen en laster, 1930.
- Tien jaar in den Belgischen kerker, 1930.
- Kerkerbloemen, vergaard uit het Leuvens gevangeniskrantje, 1931.